# Queen of the Moulin Rouge
Queen of the Moulin Rouge è un film muto del 1922 diretto da Ray C. Smallwood. La sceneggiatura di Peter Milne e Garfield Thompson si basa sull'omonimo lavoro teatrale di Paul M. Potter e John T. Hall andato in scena in prima a Broadway il 7 dicembre 1908. Prodotto dalla Pyramid Pictures e distribuito dalla ARC, il film aveva come interpreti Martha Mansfield e Joseph Striker.

## Trama

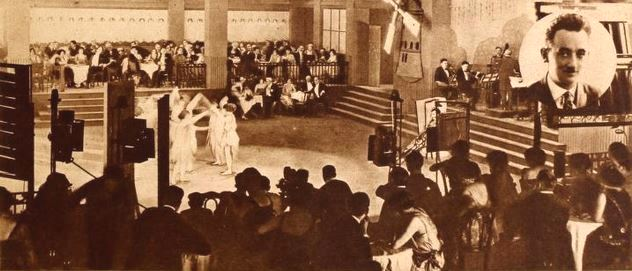

Louis Rousseau crede che la musica di Tom, il suo talentuoso studente di violino, sia priva di anima perché il giovane nella sua vita non ha mai sofferto. Rosalie Anjou, una donna che Tom ha salvato dagli apache e di cui si è innamorato, viene convinta da Rousseau a ballare al Moulin Rouge per potere guadagnare il denaro che serve a pagare le lezioni di musica del giovane. Rosalie tiene nascosto a Tom il proprio lavoro anche se lei, nel frattempo, è diventata l'attrazione del locale, nominata Regina del Moulin Rouge. Rousseau porta Tom alla cerimonia di incoronazione della nuova vedette: la vista di Rosalie provoca la rabbia del giovane violinista che si sente tradito dalla donna amata. La sua musica, ora, esprime compiutamente dolore e sofferenza, due sentimenti che non lui aveva mai conosciuto prima. Ma quando Rousseu gli confessa il suo piano che ha coinvolto, a sua insaputa Rosalie, Tom si precipita alla ricerca della ragazza, trovandola giusto in tempo prima lei perde la vita tra le acque della Senna, dove stava cercando la pace e la morte.

## Produzione
Il film fu prodotto dalla Pyramid Pictures.

## Distribuzione
Il copyright del film, richiesto dalla Pyramid Pictures, fu registrato il 12 settembre 1922 con il numero LP18872. Distribuito dalla American Releasing Corporation (ARC), il film fu presentato in prima a Los Angeles probabilmente il 2 settembre 1922, uscendo poi nelle sale statunitensi il 10 settembre. In Norvegia, fu distribuito con il titolo Dronningen fra Moulin Rouge.
Copia completa della pellicola si trova conservata negli Archives Du Film Du CNC di Bois d'Arcy.